# Nereimyra woodsholea
Nereimyra woodsholea är en ringmaskart som först beskrevs av Hartman 1965.  Nereimyra woodsholea ingår i släktet Nereimyra och familjen Hesionidae. Arten är reproducerande i Sverige. Inga underarter finns listade i Catalogue of Life.